# Турбасов, Владимир Кузьмич
Турбасов Владимир Кузьмич (14 июня 1895, Псков, Российская империя  — 1986, Ленинград, СССР) — советский живописец и график, член Ленинградского Союза художников.

## Биография
Турбасов Владимир Кузьмич родился 14 июня 1895 года во Пскове. Его родители были выходцами из крестьянской среды: родиной матери была деревня Большое Загорье, дед служил у помещика кучером и был крепостным. В юности В. Турбасов занимался в вечерних рисовально-технических классах, размещавшихся в Поганкиных палатах, у художника П. М. Коренева, выпускника Академии художеств.
В 1913 году уезжает в Петербург, где поступает в Рисовальную школу Общества поощрения художеств, занимается у Н. К. Рериха, Г. М. Бобровского, А. А. Рылова, И. Я. Билибина. После окончания школы в 1915 призывается в армию. После революции в 1919 году возвращается во Псков. В 1920 году вместе с другими псковичами участвует в «Выставке картин русских художников», где экспонировались работы известных мастеров — Бориса Григорьева, Александра Бенуа, Константина Сомова, Марка Шагала. В псковский период жизни, продолжавшийся до 1929 года, Турбасов работал художником-декоратором в Народном доме им. Пушкина, занимался рекламой, изготовлением и реставрацией театральной бутафории, а также оформлением спектаклей, которых на его счету было более десятка. Занимаясь агитационно-массовым искусством, изготовил и расписал знамя Псковской караульной роты (1920), создал для различных учреждений города (и более всего для Дома Красной Армии) множество панно, стендов, плакатов агитационного содержания.
В 1929 Турбасов переезжает в Ленинград, где происходит окончательное становление художника. Он становится членом АХРР, с 1933 года начинает участвовать в выставках ленинградских художников. Став членом Ленинградского Союза художников, участвует в 1935 году в первой организованной Союзом художников выставке в Русском музее, представив портреты А. И. Берзцема, З. И. Пискуновой и пейзаж "В овраге". В дальнейшем писал портреты, пейзажи, жанровые картины. Персональные выставки во Пскове (1977) и в Ленинграде (1985).
Скончался в 1986 году в Ленинграде. 
Произведения В. К. Турбасова находятся в Государственном Русском музее, Псковском музее-заповеднике, в других музеях, а также частных собраниях в России, Германии, Франции, Великобритании и других странах.

## Выставки
- 1956 год (Ленинград): Осенняя выставка произведений ленинградских художников.
- 1957 год (Ленинград): 1917 - 1957. Выставка произведений ленинградских художников.